# Caccinia dubia
Caccinia dubia är en strävbladig växtart som beskrevs av Aleksandr Andrejevitj Bunge. Caccinia dubia ingår i släktet Caccinia och familjen strävbladiga växter. Inga underarter finns listade i Catalogue of Life.